# Централна банка на Исландия
Централна банка на Исландия (на исландски: Seðlabanki Íslands) e централната банка или резервна банка на Исландия.
Банката е собственост на исландското правителство. Седалището на банката е в столицата гр. Рейкявик.
Тя започва да служи в този си вид от 1961 г., когато е създадена с акт на Исландския парламент от централния банков департамент на Ландсбанки, която преди това е имала единственото право да издава банкноти (от 1927), но е провеждала само ограничена монетарна политика.